# فرد فینکلهوف
فرد فینکلهوف (انگلیسی: Fred F. Finklehoffe؛ ‏ ۱۶ فوریهٔ ۱۹۱۰ – ۵ اکتبر ۱۹۷۷) فیلم‌نامه‌نویس و تهیه‌کننده فیلم اهل ایالات متحده آمریکا بود.
از فیلم‌هایی که وی در آن‌ها نقش داشته‌است، می‌توان به تا زمانی که ابرها کنار بروند، آشپز هنگ و مرا در سنت لوئیس ملاقات کن اشاره نمود.